# Don't Like Me
Don't Like Me è un singolo della rapper statunitense Rico Nasty pubblicato il 2 ottobre 2020.

## Descrizione
Il brano vede le collaborazioni di Don Toliver e Gucci Mane ed è stato prodotto da Buddah Bless. Don't Like Me è il terzo singolo (dopo iPhone e Own It) estratto da Nightmare Vacation, l'album di debutto della rapper pubblicato il 4 dicembre 2020.

## Tracce
Testi e musiche di Maria Kelly, Radric Davis, Caleb Toliver, Tyron Douglas.
1. Don't Like Me (feat. Don Toliver, Gucci Mane) – 2:46

## Formazione
Musicisti
- Rico Nasty – voce, testo
- Gucci Mane – voce, testo
- Don Toliver – voce, testo

Produzione
- Buddah Bless – produzione
- Chris Athens – mastering
- Jaycen Joshua – missaggio
- DJ Riggins – assistenza al missaggio
- Jacob Richards – assistenza al missaggio
- Mike Seaberg – assistenza al missaggio